# سن فیلی
سن فیلی (به ایتالیایی: San Fili) یک کومونه در ایتالیا است که در استان کزنتزا واقع شده‌است.

## خصوصیات
سن فیلی ۲۰ کیلومترمربع مساحت و ۲٬۵۵۹ نفر جمعیت دارد و ۵۶۶ متر بالاتر از سطح دریا واقع شده‌است.

## خواهرخوانده
شهر Itambé خواهرخواندهٔ سن فیلی هست.